# Hibiscus amazonicus
Hibiscus amazonicus är en malvaväxtart som beskrevs av P.A. Fryxell. Hibiscus amazonicus ingår i Hibiskussläktet som ingår i familjen malvaväxter. Inga underarter finns listade i Catalogue of Life.